# Шувалов, Дмитрий Александрович
Дми́трий Алекса́ндрович Шува́лов (18 декабря 1932 — 4 февраля 2013) — советский художник, педагог, заслуженный художник Российской Федерации (2005), профессор, член Санкт-Петербургского Союза художников (до 1992 года — Ленинградской организации Союза художников РСФСР)

## Биография
Родился в Новгороде. В детстве пережил блокаду Ленинграда. С 1948 по 1953 год учился в средней художественной школе при Академии художеств у Андреева, Барабанщикова, Кузнецова. С 1953 по 1959 год являлся студентом Института имени Репина (кафедра живописи, педагог — народный художник СССР, профессор Е. Е. Моисеенко). С 1959 по 1962 год — аспирант. Преподавал в Ленинградском высшем художественно-промышленном училище им. В. И. Мухиной  (ныне Санкт-Петербургская государственная художественно-промышленная академия имени А. Л. Штиглица). В 1963—1994 гг. на кафедре рисунка, с 1994 г. профессор кафедры живописи и реставрации.

## Творческая и педагогическая деятельность
За десятилетия педагогической деятельности воспитал многих профессионалов. Вёл активную творческую деятельность: с 1959 года принял участие более чем в пятидесяти выставках различного уровня, от преподавательских в Академии до международных. Только в Германии после 1991 года прошло шесть персональных выставок Шувалова. Работы находятся в собраниях России, Германии, Англии, Финляндии. Был оригинальным живописцем-аквалеристом. Своим студентам наглядно демонстрировал метод свободного письма по влажной бумаге с учетом свето-воздушной среды, тепло-холодных отношений, бликов, рефлексов и валёров. Он пояснял образно: «блик на предмете — это отражение Солнца, он всегда теплый, поэтому тень холодная, а истинный тон — посередине». В преподавании рисунка, изучая теорию перспективы, стремился привить учащимся ощущение и навыки передачи глубокого пространства, открывая при этом особенности изображения архитектурного и пейзажного пространства, например аллей Летнего сада, с низкого горизонта. Свои идеи не оформил теоретически, но они оказали значительное влияние на работу его коллег и учеников.
В проспекте к персональной выставке профессора Шувалова (СПГХПА, 1992 год) профессор, заслуженный деятель искусств России Игорь Мямлин написал о нём:
«Реалист по мировосприятию, традиционалист в понимании задач искусства вообще и живописи в частности»
Умер в Петербурге 4 февраля 2013 года на 81-м году жизни. Похоронен на Большеохтинском кладбище Санкт-Петербурга.

## Семья
- Отец — Шувалов Александр Николаевич, учитель русского языка и литературы.
- Мать — Клавдия Николаевна Шувалова, окончила ЛГПИ им. Герцена, учитель русского языка и литературы. Прожила 94 года. Ее отец работал мастером на Писчебумажной фабрике им. Володарского (Ленинград), умер в первую блокадную зиму.
- Брат — Александр, горный инженер-механик.
- Брат — Борис, умер в январе 1942 г.
- Брат — Лев, умер в январе 1942 г.
- Брат — Владимир, умер в марте 1942 г.
- Брат — Николай.
- Брат - Евгений.

## Награды
- Медаль «Ветеран труда» (1985)
- Знак «Жителю блокадного Ленинграда» (1992)
- Медаль «50 лет Победы в Великой Отечественной войне 1941—1945 гг.» (1995)
- Юбилейная медаль «60 лет Победы в Великой Отечественной войне 1941—1945 гг.» (2005)
- Нагрудный знак «Почётный работник высшего профессионального образования Российской Федерации»
- Медаль к 125-летию СПбГХА 1877—2001
- Диплом Союза Художников России за успехи в творчестве и содействие развитию изобразительнльного искусства
- Медаль «В память 300-летия Санкт-Петербурга» (2003)
- Медаль «К 60-летию снятия блокады Ленинграда» (2004)